# Trần Hồ công
Quy Mãn (媯滿, 1071 TCN- 986 TCN) là vị vua đầu tiên của nước Trần – chư hầu nhà Chu trong lịch sử Trung Quốc. Sau khi qua đời, Quy Mãn được Chu Vũ Vương phong thụy hiệu là Trần Hồ Công còn được gọi là Trần Hồ Công Mãn và Hồ Công Mãn (chữ Hán theo thứ tự là 陳胡公, 陳胡公滿, và 胡公滿). Thụy hiệu này có nghĩa là Hồ Công của nước Trần. 

## Dòng họ
Quy Mãn sinh ngày 15 tháng 10 thời Trụ Vương nhà Ân năm thứ 9 (khoảng năm 1067 TCN). Ông là dòng dõi vua Ngu Thuấn. Vua Thuấn lấy hai người con gái vua Nghiêu, hai bà vợ về ở đất Quy. Dòng dõi vua Thuấn sau đó lấy Quy (媯) làm họ. Sau đó vua Thuấn truyền ngôi cho vua Hạ Vũ, con vua Thuấn là Thương Quân (商均) lấy đất Quy làm phong ấp.
Khi Chu Vũ Vương diệt Trụ lật đổ nhà Ân dựng lên nhà Chu, bèn tìm dòng dõi vua Thuấn để phong đất thì tìm được Quy Mãn. Chu Vũ Vương phong Quy Mãn ở đất Trần, làm chư hầu nhà Chu, và thờ tự vua Thuấn. Sau khi qua đời, Quy Mãn được phong thụy hiệu Trần Hồ Công, nghĩa là Hồ Công của nước Trần. Công là tước, Hồ là thụy hiệu chứ không phải họ, và Trần là tên nước chứ cũng không phải là họ. Bởi vậy nói Trần Hồ Công là họ và tên là một nhầm lẫn. Hậu duệ của Quy Mãn lấy thụy hiệu Hồ làm họ, bởi vậy Quy Mãn mới đích xác là thủy tổ của họ Hồ. Cuốn sử liệu Thông Chí soạn vào thời nhà Tống đã xác nhận những trường hợp hậu duệ sử dụng thuỵ hiệu của tổ tiên để làm họ, và họ Hồ là một trong số đó.
Nhiều thứ dân lúc bấy giờ lấy tên nước là Trần làm họ chứ không có liên hệ huyết thống với Quy Mãn. Cũng có thể là một số hậu duệ của Quy Mãn lấy chữ Trần (trong thụy hiệu Trần Hồ Công) làm họ, nhưng theo tổng kết của Thông Chí-Thị Tộc Lược thì khởi nguồn của họ Trần có ba dòng chính là (1) lấy tên nước làm họ, (2) nội tộc đổi thành họ Trần, và (3) ngoại tộc dổi thành họ Trần, chứ không có lấy thụy hiệu làm họ (xem văn bản tiếng Hoa của bài Họ Trần này dưới đề mục 起源). Như thế, ở một chừng mực nào đó có thể nói rằng Quy Mãn cũng là thủy tổ của họ Trần.
Sử sách không ghi chép sự kiện xảy ra liên quan tới nước Trần trong thời gian ông làm vua.
Ngày 15 tháng 1 năm 986 TCN, Trần Hồ Công qua đời. Ông ở ngôi được 60 năm. Con ông là Quy Tê Hầu lên nối ngôi, tức là Trần Thân Công.

## Ảnh hưởng trong lịch sử Việt Nam
Cuối thế kỷ 14 tại nước Đại Việt, ngoại thích Lê Quý Ly lật đổ nhà Trần, lấy quốc hiệu là Đại Ngu, đổi sang họ Hồ (胡), lập nên nhà Hồ.
Lê Quý Ly sở dĩ đổi sang họ Hồ vì tổ tiên của ông là Hồ Hưng Dật (胡興逸, 907 -?) là thái thú Diễn Châu đời Hậu Hán, quê gốc ở Chiết Giang, Trung Quốc. Đời cháu thứ 12 của Hồ Hưng Dật là Hồ Liêm dời đến ở hương Đại Lại, Vĩnh Lộc, Thanh Hóa. Hồ Liêm làm con nuôi của Tuyên úy Lê Huấn rồi lấy họ Lê làm họ của mình. Hồ Quý Ly là cháu 4 đời của Lê Huấn , khi lên làm vua thì đổi lại họ Hồ và dựa trên nhiều tư liệu lịch sử khả tín đã khẳng định rằng họ Hồ có thủy tổ là Hồ Công Mãn, dòng dõi vua Thuấn, và do đó đã đặt quốc hiệu là Đại Ngu trong ý nghĩa noi gương và kế tục di sản của Ngu Thuấn. 